# División de Honor (Schach) 2009
Die División de Honor (Schach) 2009 war die 15. Saison der División de Honor und gleichzeitig die 53. Spanische Mannschaftsmeisterschaft im Schach, sie wurde mit zwölf Mannschaften ausgetragen. Meister wurde die Mannschaft von CA Linex-Magic Mérida, während der Titelverteidiger CCA CajaCanarias Santa Cruz nicht nur die Endrunde verpasste, sondern sogar in die Primera División abstieg. Aus der Primera División waren UGA Barcelona, CA Universidad de Oviedo, UE Montcada und CA Jaime Casas Monzón aufgestiegen. UGA Barcelona erreichte als einziger Aufsteiger den Klassenerhalt, während die übrigen Aufsteiger direkt wieder abstiegen.
Zu den Mannschaftskadern der teilnehmenden Vereine siehe Mannschaftskader der División de Honor (Schach) 2009.

## Modus
Die zwölf teilnehmenden Mannschaften spielten in zwei Vorgruppen mit je sechs Mannschaften ein einfaches Rundenturnier. In beiden Gruppen qualifizierten sich die beiden Ersten für die Endrunde, während die beiden Letzten in die Primera División abstieg. Gespielt wurde an sechs Brettern, über die Platzierung entschied zunächst die Zahl der Brettpunkte (ein Punkt für einen Sieg, ein halber Punkt für ein Remis, kein Punkt für eine Niederlage) und danach die Anzahl der Mannschaftspunkte (zwei Punkte für einen Sieg, ein Punkt für ein Unentschieden, kein Punkt für eine Niederlage). Die Endrunde wurde im K.-o.-System ausgetragen, wobei auch der dritte Platz ausgespielt wurde.

## Termine und Spielort
Die erste Vorrunde wurde vom 20. bis 24. September in Lugo gespielt, die zweite vom 16. bis 20. September in Montcada i Reixac. Die Endrunde wurde am 7. und 8. November in Linares ausgerichtet.

## Vorrunde

### Gruppeneinteilung
Die zwölf Mannschaften wurden wie folgt in die zwei Vorrunden eingeteilt:
| Gruppe 1                                      | Gruppe 2                  |
| --------------------------------------------- | ------------------------- |
| CCA CajaCanarias Santa Cruz (1)               | CA Linex-Magic Mérida (2) |
| CA Mérida Patrimonio-Ajoblanco (4)            | CA Solvay Torrelavega (3) |
| CA Escuela Int. Kasparov-Marcote Mondariz (5) | CA Reverté Albox (6)      |
| Kutxa-Gros XT (8)                             | SCC Sabadell (7)          |
| UGA Barcelona (A)                             | UE Montcada (A)           |
| CA Universidad de Oviedo (A)                  | CA Jaime Casas Monzón (A) |

Anmerkung: In Klammern ist die Vorjahresplatzierung angegeben, Aufsteiger sind stattdessen durch ein „A“ gekennzeichnet.

### Gruppe 1
Während CA Escuela Int. Kasparov-Marcote Mondariz vor der letzten Runde praktisch schon für die Endrunde qualifiziert war und auch die Abstiegsfrage so gut wie geklärt war, fiel die Entscheidung über Platz 2 erst in der Schlussrunde.

#### Abschlusstabelle
| Pl. | Verein                                    | Sp | G | U | V | Brett-P.  | Mannsch.-P. |
| --- | ----------------------------------------- | -- | - | - | - | --------- | ----------- |
| 01. | CA Escuela Int. Kasparov-Marcote Mondariz | 5  | 4 | 1 | 0 | 21,0:9,0  | 8:2         |
| 02. | Kutxa-Gros XT                             | 5  | 3 | 1 | 1 | 18,0:12,0 | 7:3         |
| 03. | CA Mérida Patrimonio-Ajoblanco            | 5  | 3 | 1 | 1 | 17,5:12,5 | 7:3         |
| 04. | UGA Barcelona (N)                         | 5  | 3 | 0 | 2 | 16,0:14,0 | 6:4         |
| 05. | CCA CajaCanarias Santa Cruz (M)           | 5  | 1 | 0 | 4 | 13,0:17,0 | 2:8         |
| 06. | CA Universidad de Oviedo (N)              | 5  | 0 | 0 | 5 | 4,5:25,5  | 0:10        |

#### Entscheidungen
|     | qualifiziert für die Endrunde: CA Escuela Int. Kasparov-Marcote Mondariz, Kutxa-Gros XT  |
|     | Absteiger in die Primera División: CCA CajaCanarias Santa Cruz, CA Universidad de Oviedo |
| (M) | Titelverteidiger                                                                         |
| (N) | Vorjahresaufsteiger                                                                      |

#### Kreuztabelle
| Ergebnisse | Ergebnisse                                | 01. | 02. | 03. | 04. | 05. | 06. |
| ---------- | ----------------------------------------- | --- | --- | --- | --- | --- | --- |
| 01.        | CA Escuela Int. Kasparov-Marcote Mondariz |     | 4   | 2½  | 4½  | 4   | 6   |
| 02.        | Kutxa-Gros XT                             | 2   |     | 3   | 4½  | 3½  | 5   |
| 03.        | CA Mérida Patrimonio-Ajoblanco            | 3½  | 3   |     | 2½  | 4   | 4½  |
| 04.        | UGA Barcelona                             | 1½  | 1½  | 3½  |     | 4   | 5½  |
| 05.        | CCA CajaCanarias Santa Cruz               | 2   | 2½  | 2   | 2   |     | 4½  |
| 06.        | CA Universidad de Oviedo                  | 0   | 1   | 1½  | ½   | 1½  |     |

### Gruppe 2
Während CA Linex-Magic Mérida vor der letzten Runde schon für die Endrunde qualifiziert war und auch die Abstiegsfrage so gut wie geklärt war, fiel die Entscheidung über Platz 2 erst in der Schlussrunde.

#### Abschlusstabelle
| Pl. | Verein                    | Sp | G | U | V | Brett-P.  | Mannsch.-P. |
| --- | ------------------------- | -- | - | - | - | --------- | ----------- |
| 01. | CA Linex-Magic Mérida     | 5  | 5 | 0 | 0 | 24,0:6,0  | 10:0        |
| 02. | SCC Sabadell              | 5  | 3 | 0 | 2 | 18,5:11,5 | 6:4         |
| 03. | CA Solvay Torrelavega     | 5  | 3 | 0 | 2 | 16,5:13,5 | 6:4         |
| 04. | CA Reverté Albox          | 5  | 2 | 0 | 3 | 16,5:13,5 | 4:6         |
| 05. | UE Montcada (N)           | 5  | 2 | 0 | 3 | 12,5:17,5 | 4:6         |
| 06. | CA Jaime Casas Monzón (N) | 5  | 0 | 0 | 5 | 2,0:28,0  | 0:10        |

#### Entscheidungen
|     | qualifiziert für die Endrunde: CA Linex-Magic Mérida, SCC Sabadell    |
|     | Absteiger in die Primera División: UE Montcada, CA Jaime Casas Monzón |
| (N) | Vorjahresaufsteiger                                                   |

#### Kreuztabelle
| Ergebnisse | Ergebnisse            | 01. | 02. | 03. | 04. | 05. | 06. |
| ---------- | --------------------- | --- | --- | --- | --- | --- | --- |
| 01.        | CA Linex-Magic Mérida |     | 3½  | 4½  | 5   | 5   | 6   |
| 02.        | SCC Sabadell          | 2½  |     | 3½  | 4   | 2½  | 6   |
| 03.        | CA Solvay Torrelavega | 1½  | 2½  |     | 3½  | 3½  | 5½  |
| 04.        | CA Reverté Albox      | 1   | 2   | 2½  |     | 5   | 6   |
| 05.        | UE Montcada           | 1   | 3½  | 2½  | 1   |     | 4½  |
| 06.        | CA Jaime Casas Monzón | 0   | 0   | ½   | 0   | 1½  |     |

## Endrunde

### Übersicht
|  | Halbfinale                                | Halbfinale                                |               |   | Finale | Finale |
|  |                                           |                                           |               |   |        |        |
|  | Kutxa-Gros XT                             | 2                                         |               |   |        |        |
|  | CA Linex-Magic Mérida                     | 4                                         |               |   |        |        |
|  |                                           |                                           |               |   |        |        |
|  |                                           |                                           |               |   |        |        |
|  | CA Linex-Magic Mérida                     | 3½                                        |               |   |        |        |
|  |                                           | CA Escuela Int. Kasparov-Marcote Mondariz | 2½            |   |        |        |
|  |                                           |                                           |               |   |        |        |
|  | Spiel um Platz drei                       |                                           |               |   |        |        |
|  |                                           |                                           | SCC Sabadell  | 1 |        |        |
|  | CA Escuela Int. Kasparov-Marcote Mondariz | 5                                         | Kutxa-Gros XT | 5 |        |        |
|  | SCC Sabadell                              | 1                                         |               |   |        |        |

### Entscheidungen
|  | Spanischer Mannschaftsmeister: CA Linex-Magic Mérida |

### Halbfinale
Das Halbfinale sah zwei klare Entscheidungen.

### Finale und Spiel um Platz 3
Während sich Gros XT im Spiel um Platz 3 klar durchsetzte, fiel die Entscheidung im Finale knapp aus. Bei fünf Remisen gab der Sieg von Fabiano Caruana gegen Alexander Graf am fünften Brett den Ausschlag für Mérida.

## Die Meistermannschaft
| 1.            | CA Linex-Magic Mérida |
| Schachfiguren | Ruslan Ponomarjow, Alexei Schirow, Michael Adams, Gabriel Sarkissjan, Iwan Tscheparinow, Fabiano Caruana, Manuel Pérez Candelario. |